# Парламентские выборы в Германии (1932, июль)
Досрочные парламентские выборы в Германии в июле 1932 года прошли 31 числа после роспуска Рейхстага. Нацистская партия добилась значительных успехов и впервые стала крупнейшей партией в парламенте, хотя и не смогла получить абсолютного большинства. Коммунистическая партия также увеличила свою долю голосов. Обе эти партии совместно контролировали большинство мест в Рейхстаге, а это означало, что коалиционное правительство большинства не могло быть сформировано без включения хотя бы одной из них. В целом противники республики оказались в большинстве. Парламентского большинства не было ни у одной из партий, поэтому следующие выборы в рейхстаг состоялись уже в ноябре 1932 года.

## Предыстория
С 1929 года Германия страдала от Великой депрессии; безработица выросла с 8,5 % до почти 30 % в период с 1929 по 1932 год, в то время как промышленное производство упало примерно на 42 %. В марте 1930 года правящая большая коалиция (социал-демократы, центристы, либералы (НДП и ННП) и баварские католики) распалась. Рейхспрезидент Пауль фон Гинденбург назначил правительство меньшинства во главе с Генрихом Брюнингом из Партии Центра, которое могло управлять только с использованием чрезвычайных полномочий Гинденбурга. Выборы в сентябре 1930 года не исправили ситуацию, приведя к сильно фрагментированному Рейхстагу, что сделало невозможным формирование стабильного правительства. Ещё одним следствием выборы стал рост популярности нацистов, который по их итогам стали второй партией страны по силе, получив 107 мест.
Политика Брюнинга, реализованная президентским указом и допущенная парламентом, не смогла разрешить экономический кризис и ослабила парламентскую систему. В марте 1932 года на президентских выборах действующий глава государства Гинденбург, поддерживаемый демократическими партиями, столкнулся с Гитлером и коммунистом Эрнстом Тельманом. Гитлер получил около трети голосов и потерпел поражение во втором туре в апреле от Гинденбурга, который победил незначительным большинством. Однако в конце мая 1932 года Гинденбурга убедили уволить Брюнинга с поста канцлера и по предложению Курта фон Шлейхера заменить его беспартийным правым политиком Францем фон Папеном. Этому предшествовали переговоры о формировании правительства «национальной концентрации», в частности, с Адольфом Гитлером и Германом Герингом. Лидеры нацистов согласились поддержать Папена, потребовав провести досрочные выборы и снять запрет на СА. Гинденбург согласился на эти условия, хотя и знал, что НСДАП, скорее всего, займёт первое место на выборах. С другой стороны, Партия Центра, в которую ранее входил Папен, отказалась участвовать в новом правительстве из-за падения Генриха Брюнинга. 1 июня 1932 года Папен сформировал новое правительство, которое пресса СДПГ назвала «кабинетом баронов» (Kabinett der Barone).
Правительство Папена почти не имело поддержки большинства в рейхстаге. Всего через три дня после своего назначения оно столкнулось с оппозицией и, опасаясь вотума недоверия, убедило Гинденбурга распустить Рейхстаг. В правительственном заявлении, которое новый канцлер не делал в рейхстаге, а зачитал по радио, фон Папен подверг резкой критике партийную демократию. В дальнейшем он правил на основании чрезвычайных указов. Политический кризис лишь усугубил страдания многих людей, ставших безработными в результате глобального экономического кризиса.

## Кампания

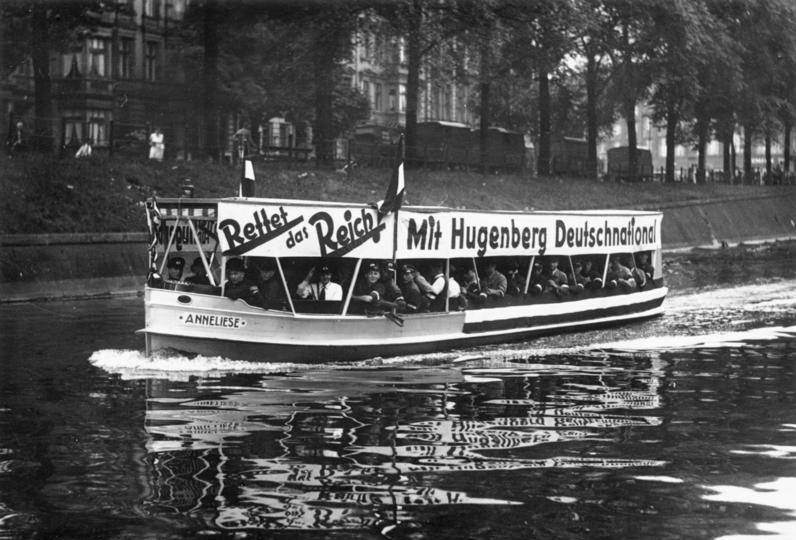
Предвыборная реклама НННП на Ландвер-канале.

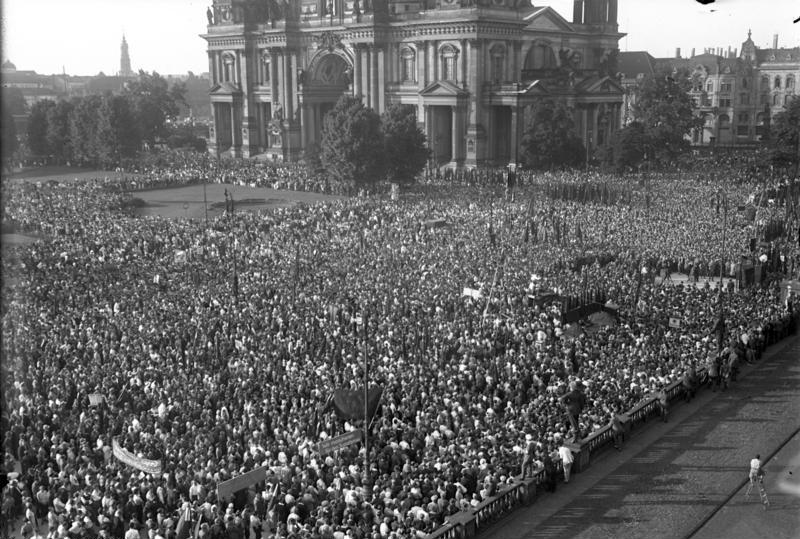
Митинг республиканцев («Железный фронт») в берлинском Люстгартене

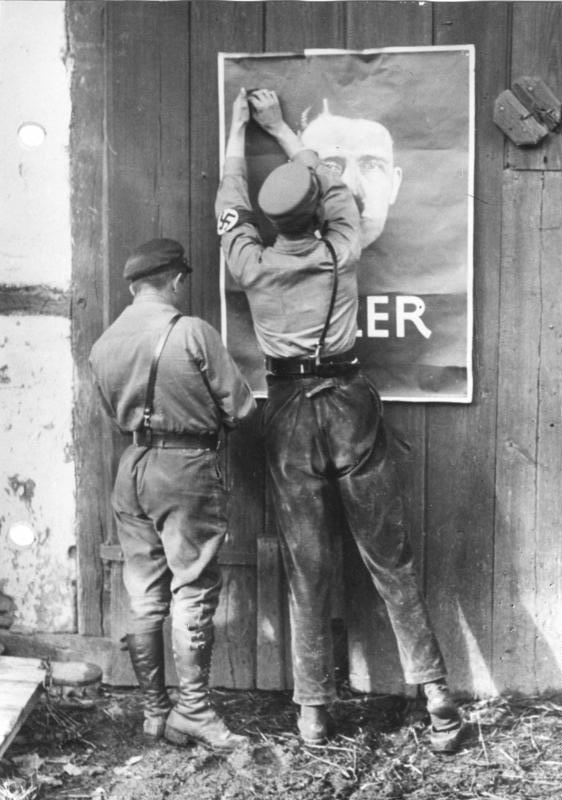
Штурмовики СА прикрепляют плакат Гитлера в Мекленбурге.

Перед выборами КПГ выступала против соглашений Лозаннской конференции по репарациям и боролась с НСДАП и правоцентристским правительством. Одновременно коммунисты также однозначно выступили против СДПГ, положив конец короткой фазе политики Единого фронта. Отныне социал-демократов стали обвинять в социал-фашизме. Эта политика была изменена только после 1935 года.
Перед выборами в Рейхстаг Интернациональная социалистическая боевая лига опубликовала в основанной незадолго до этого ежедневной газете Der Funke призыв к «СДПГ и КПГ объединиться для этой избирательной кампании», поддержанный многими известными деятелями искусств и науки. Обращение, которое подписали, среди прочих, Альберт Эйнштейн, Кете Кольвиц и Генрих Манн, не возымело действия.
Избирательная кампания проходила в условиях насилия, став самой ожесточённой за всю историю республики. Одной из причин стала отмена кабинетом Папен запрета на деятельность СА и СС, национал-социалистических военизированных формирований, который Брюнинг ввёл в действие в последние дни своего правления. Это неизбежно привело к столкновениям штурмовиков с военизированными формированиями других партий, прежде всего «красными фронтовиками». В течение месяца во многих местах, но особенно в Рейнско-Вестфальской промышленной зоне и в Берлине, в ходе столкновений, прежде всего между национал-социалистами и коммунистами, было убито 99 и ранено 1125 человек. Даже расстрелы не были редкостью. Предпочтительными целями для атак были пивные, в которых традиционно проходили собрания членов и сторонников политических организаций и их боевых отрядов. Кульминацией насилия стало «Кровавое воскресенье» в Альтоне 17 июля 1932 года, когда были убиты 18 человек.
Правительство Рейха использовало беспорядки как повод для смены власти в Пруссии 20 июля 1932 года. Действующее правительство было отстранено, а его полномочия переданы рейхскомиссару, назначенному рейхспрезидентом. СДПГ и близкие к ним профсоюзы пассивно восприняли переворот в Пруссии, организованный федеральными властями. Ввиду массовой безработицы они посчитали призыв к всеобщей забастовке неэффективным, а военное сопротивление прусской полиции бесполезным из-за одобрения переворота со стороны рейхсвера. Вместо этого правительство Пруссии подало на федеральные власти в суд. В Берлине было объявлено чрезвычайное положение, которое отменили 26 июля.
Тем временем предвыборная кампания продолжалась. НСДАП полагалась на харизму Адольфа Гитлера и лозунг «Работа и хлеб» (Arbeit und Brot), предлагая избирателям чрезвычайную экономическую программу и меры по созданию рабочих мест. СДПГ требовала фундаментальной реорганизации экономики путем национализации и игнорировала требование создания рабочих мест.

## Итоги кампании
Несмотря на продолжающееся насилие — в день выборов погибло ещё двенадцать человек — 31 июля 1932 года на избирательные участки пришло больше избирателей, чем на любых предыдущих выборах в Рейхстаг. Явка избирателей превысила 84 %. Это тем более примечательно, что это была не первая выборная кампания в 1932 году, в частности, весной прошли президентские выборы в два тура и состоялись выборы в Пруссии.
Явным победителем выборов стала НСДАП. Она смогла улучшить свои результаты по сравнению с 1930 годом более чем вдвое, сразу на 19 процентных пунктов. Даже став самой сильной партией с 37,3 %, НСДАП не получила абсолютного большинства, хотя количество мандатов увеличилось со 107 до 230. Это было почти на 100 мест больше, чем у СДПГ, от которой было избрано 133 депутата. КПГ смогла извлечь выгоду из мирового экономического кризиса, но умеренно. Её доля выросла с 13,1 % до 14,5 %, а абсолютное количество голосов увеличилось на 20 %. Католические Партия центр и Баварская народная партия также смогли зафиксировать небольшой прирост. Остальные партии потеряли доли голосов.
Большая часть избирателей буржуазных партий, различных групп интересов и мелких партий перешла в лагерь НСДАП. Гитлер также смог привлечь на свою сторону многих избирателей, не голосовавших ранее. Точно так же большинство впервые проголосовавших проголосовали за национал-социалистов. Гитлер пользовался успехом среди самозанятых (фермеров, ремесленников и торговцев). Партия была более успешной в сельской местности, чем в городах. Существовали чёткие различия в голосовании между протестантскими и католическими округами. В последних НСДАП была представлена значительно слабее. Тем не менее, было довольно много католических общин и округов по всему рейху, особенно на юге Германии, в которых НСДАП добилась результатов — иногда значительно — выше среднего по рейху. В целом партия была значительно сильнее в северной и восточной Германии, чем в западной и южной Германии. Наибольшей популярностью НСДАП пользовалась в земле Шлезвиг-Гольштейн, где за нацистов проголосовали более половины избирателей (51,0 %). Однако на местном уровне НСДАП набрала наибольшее количество голосов в Средней Франконии, так, в Ротенбург-об-дер-Таубере за нацистов отдали свои голоса 81 % избирателей. Более пристальный взгляд показал, что НСДАП в значительной степени исчерпала свой электоральный потенциал. По сравнению с президентскими выборами 10 апреля 1932 года и выборами в прусский ландтаг 24 апреля партия едва ли смогла добиться успеха.
Относительный успех католических партий можно объяснить тем, что усиливающаяся радикализация вновь сблизила католическую среду, процесс размывания политического католицизма в последние годы был остановлен и несколько обращен вспять. СДПГ снова понесла потери, подвергаясь нападкам не только НСДАП, но и КПГ. Сыграли свою роль и противоречия внутри партии. Терпимость к рейхсканцлеру Брюнингу, действия против левого крыла, поддержка Гинденбурга на последних президентских выборах и воздержание от сопротивления во время переворота в Пруссии способствовали ослаблению партии. Тем не менее, если посмотртеть на лагерь КПГ и СДПГ вместе, то в целом он оставался относительно стабильным, просто часть избирателей перешла от одной партии к другой. Гораздо хуже обстояли дела в политическом центре. Либеральные силы были в значительной степени маргинализированы. В основном из буржуазных партий только национал-консервативная Немецкая национальная народная партия смогла в какой-то мере удержаться на своих позициях, хотя и понесла потери.

## Результаты
|                              |                                                              |            |        |            |       |       |  |  |  |  |  |  |  |
| Партия                       | Партия                                                       | Голоса     | %      | +/– (п.п.) | Места | +/–   |  |  |  |  |  |  |  |
|                              | Национал-социалистическая немецкая рабочая партия            | 13 745 680 | 37,27  | ▲19,02     | 230   | ▲123  |  |  |  |  |  |  |  |
|                              | Социал-демократическая партия Германии                       | 7 959 712  | 21,58  | ▼2,95      | 133   | ▼10   |  |  |  |  |  |  |  |
|                              | Коммунистическая партия Германии                             | 5 282 636  | 14,32  | ▲1,19      | 89    | ▲12   |  |  |  |  |  |  |  |
|                              | Партия Центра                                                | 4 589 430  | 12,44  | ▲0,63      | 75    | ▲7    |  |  |  |  |  |  |  |
|                              | Немецкая национальная народная партия                        | 2 178 024  | 5,91   | ▼1,12      | 37    | ▼4    |  |  |  |  |  |  |  |
|                              | Баварская народная партия                                    | 1 192 684  | 3,23   | ▲0,20      | 22    | ▲3    |  |  |  |  |  |  |  |
|                              | Немецкая народная партия                                     | 436 002    | 1,18   | ▼3,33      | 7     | ▼23   |  |  |  |  |  |  |  |
|                              | Немецкая государственная партия                              | 371 800    | 1,01   | ▼2,77      | 4     | ▼16   |  |  |  |  |  |  |  |
|                              | Христианско-социальное народное служение                     | 364 543    | 0,99   | ▼1,49      | 3     | ▼11   |  |  |  |  |  |  |  |
|                              | Немецкая партия среднего класса                              | 146 876    | 0,40   | ▼3,50      | 2     | ▼21   |  |  |  |  |  |  |  |
|                              | Немецкая крестьянская партия                                 | 137 133    | 0,37   | ▼0,60      | 2     | ▼4    |  |  |  |  |  |  |  |
|                              | Сельскохозяйственный союз                                    | 96 851     | 0,26   | ▼0,29      | 2     | ▼1    |  |  |  |  |  |  |  |
|                              | Христианская национальная партия крестьян и сельских жителей | 90 554     | 0,25   | ▼2,92      | 1     | ▼18   |  |  |  |  |  |  |  |
|                              | Социалистическая рабочая партия Германии                     | 72 630     | 0,20   | новая      | 0     | новая |  |  |  |  |  |  |  |
|                              | Немецкая ганноверская партия                                 | 46 927     | 0,13   | ▼0,28      | 0     | ▼3    |  |  |  |  |  |  |  |
|                              | Партия за права народа и ревальвацию                         | 40 825     | 0,11   | ▼0,67      | 1     | ▲1    |  |  |  |  |  |  |  |
|                              | Другие                                                       | 130 657    | 0,35   |            | 0     |       |  |  |  |  |  |  |  |
| Всего действительных голосов | Всего действительных голосов                                 | 36 882 964 | 100,00 |            | 608   | ▲31   |  |  |  |  |  |  |  |
|                              |                                                              |            |        |            |       |       |  |  |  |  |  |  |  |
| Недействительных голосов     | Недействительных голосов                                     | 279 727    | 0,75   | ▼0,01      |       |       |  |  |  |  |  |  |  |
| Всего                        | Всего                                                        | 37 162 691 | 100,00 |            |       |       |  |  |  |  |  |  |  |
| Зарегистрировано / Явка      | Зарегистрировано / Явка                                      | 44 211 216 | 84,06  | ▲2,11      |       |       |  |  |  |  |  |  |  |
|                              |                                                              |            |        |            |       |       |  |  |  |  |  |  |  |
| Источник: Gonschior.de       |                                                              |            |        |            |       |       |  |  |  |  |  |  |  |

## После выборов
Рейхстаг 6-го созыва собрался 30 августа 1932 года. Его президентом был избран Герман Геринг (НСДАП), вице-президентами стали Томас Эссер (Центрум), Вальтер Греф (НННП) и Ханс Раух (БНП).
После выборов продолжились ожесточенные столкновения, особенно между сторонниками КПГ и НСДАП. В то же время большая часть насилия исходила от национал-социалистов. Никакого парламентского большинства в результате выборов не сложилось. Наоборот, НСДАП и КПГ вместе имели абсолютное большинство мандатов. Таким образом, они могли совместно заставить любое правительство уйти в отставку, выразив недоверие рейхсканцлеру или отдельным министрам посредством резолюции рейхстага на основании статьи 54 Веймарской конституции.
Примечательно, что газеты, критикующие НСДАП, не были шокированы её успехом, а скорее испытали облегчение от того, что партия не получила абсолютного большинства, и что «наступление» нацистов, казалось, остановилось. Даже ведущие национал-социалисты, такие как Йозеф Геббельс, не были в восторге от результата.
Но и такого результата хватило, что бы после выборов Гитлер отклонил предложение НСДАП участвовать в правительстве. Вместо этого он призвал реформировать правительство под его руководством. У НСДАП было бы достаточно мест только для того, чтобы сформировать правительство с помощью Партии Центра и Баварской народной партии. Ведь центристы поддержали Германа Геринга при избрании президента рейхстага. Но Гинденбург не согласился на правительство Гитлера, потому что не считал такой шаг оправданным. Поскольку выборы в рейхстаг не смогли обеспечить большинство для правительства, Гинденбург решился на досрочные выборы.
12 сентября депутаты рейхстаг собрались на очередное заседание. Папен хотел зачитать декрет Гинденбурга, но Геринг, как новый президент рейхстага, предоставил слово главе парламентской фракции КПГ Эрнсту Торглеру, который тут же предложил рейхстагу выразить недоверие правительству. С аналогичным предложением выступил бывший президент рейхстага Пауль Лёбе из СДПГ. После этого было проведено голосование. Рейхстаг выразил Папену вотум недоверия 512 голосами против 42. И правительство, и парламентское большинство уже не могли проводить конструктивную политику, потому что разногласия были слишком велики, чтобы сформировать новое правительство с устойчивым большинством в парламенте. В тот же день Рейхстаг был распущен рейхспрезидентом Паулем фон Гинденбургом на основании статьи 25 Конституции Рейха, и были назначены новые выборы на 6 ноября 1932 года.